# セイクリッドメイデン
セイクリッドメイデン（SacredMaiden）は日本のガールズ・グループ。略称はセイデン

## メンバー
- SHANE（小澤シェイン）-リーダー　ボーカル担当
- MAKI（南波まき）-ダンス担当
- SARA（白川沙羅）-ダンス担当
- MAIKA（椚まいか）-ボーカル担当

## コンセプト
世界中の女の子を象徴するような強さと儚さを兼ね備える世界観を音楽性とし、各メンバーの経験を元に作り出す詞世界や音楽とファッションへの想いを重ね合わせたものとしている。

## ディスコグラフィ

### シングル
- 虹色フィクション（Android・iOS用ゲームアプリ　外見至上主義　挿入歌）